# 千葉公平
千葉 公平（ちば こうへい、本名及び旧芸名：金成 公信（かねなり きみのぶ）。1975年〈昭和50年〉10月24日 - ）は、吉本興業大阪本社に所属しているお笑い芸人。
千葉県東葛飾郡沼南町（現柏市）出身。東京NSC2期生。劇場の舞台を中心に活動しているほか、イベントの司会や舞台俳優としても活動している。2020年から、活動拠点を大阪に移転し、吉本新喜劇座員としての活動を開始した。

## プロフィール
- 千葉県立鎌ケ谷西高等学校卒業、同校ではバスケットボール部に所属していた。
- 1996年、NSC東京校へ2期生として入学。関暁夫とコンビ「ハローバイバイ」を結成し、ツッコミを担当。
- 2005年、田村淳（ロンドンブーツ1号2号）が率いるヴィジュアル系ロックバンド・jealkbにchaos（カオス）名義で加入。
- 2006年、「R-1グランプリ2006」にて準決勝進出。
- 2009年12月21日、ブログ[2] にてハローバイバイの解散を発表。
- ハローバイバイ解散後からギンナナ結成まではピン芸人として活動しており、M-1グランプリ2009には村上ショージとの即席コンビ「なりきんショージ」として出場、準決勝まで進出しているが敗者復活戦には出場していない[3]。
- 2010年、元ガラクタパンチの菊池健一と「ギンナナ」を結成。同時にjealkbから2人とも脱退[4]。
- 2019年1月19日、「R-1グランプリ 2019」2回戦に出場。
- 2019年12月5日、「村上ショージ独演会　第137章」（ルミネtheよしもと）へギンナナで出演。公演中にギンナナを解散する事と来年から吉本新喜劇の座員になることを発表。ライブ後同日に自身のTwitter[5] でも発表した。
- 2020年1月20日、拠点を大阪へ移す。
- 2020年2月25日、「千葉公平」と改名した事を発表し、よしもと祇園花月にて吉本新喜劇デビューする。芸名は間寛平によるもので、「千葉県出身であること」「本名の”公信”」「名付け親の間寛平」からそれぞれ取られたものである[6][7]。
- 2020年7月17日、なんばグランド花月で行われた「本公演」の吉本新喜劇に出演。
- 2024年4月1日、同じ新喜劇座員の鮫島幸恵との結婚を発表[8][9][10]。※2024年3月14日入籍。
- 2024年10月、第一子誕生

## エピソード
- 「アメトーーク」などで「泥の97年デビュー組」として出演した際は同期のまとめ役的存在であり、「泥の97年デビュー組3」の際にはリーダーを務めている。
- 以前、平成ノブシコブシの吉村崇と飲みに行った際、吉村がどんどん人を呼び集めたため、手持ちのお金がなくなり、タバコを買いに行くふりをして、一度自宅に戻り、DSやプレイステーション、PSPを売り、そのお金で後輩に奢った。これを「アメトーーク」で話した際には雨上がり決死隊や同期の芸人たちに絶賛された[11]。
- 先輩芸人では品川祐（品川庄司）、ケン（水玉れっぷう隊）、ロンドンブーツ1号2号などと親交が深いほか、村上ショージと即席コンビとしてM-1グランプリに出場していたり、間寛平のイベントに出演するなど幅広く活動している。
- 2020年1月20日に拠点を大阪・西成に移す。かねてから親交のある放送作家大井洋一が所有していた一軒家を譲り受けたものだが、「廃墟と同じぐらいボロい」として、X(旧Twitter)上では「#西成ハウス」とハッシュタグをつけて家の様子を紹介している[12]。
- 2020年4月14日よりYouTubeチャンネル「西成ハウス」をスタート。
- 2020年6月17日より里親募集で猫2匹を飼う。名前は留美子（るーちゃん／母）と梢枝（こーちゃん／娘）。
- 2020年12月末より保護猫を1匹飼う。名前はNAOMI。

## 出演

### テレビ
現在の出演番組
- よしもと新喜劇（毎日放送）
- 大阪ほんわかテレビ（読売テレビ）- 激安捜査官のコーナーとして不定期出演

過去の出演番組
- AGEAGE LIVE - 不定期MC
- ロンQ!ハイランド（日本テレビ、2005年4月3日 - 2008年9月28日）
- あらびき団（TBS、2007年10月24日ほか）
- オビラジR・木曜日（TBS、2008年9月4日 - 2009年3月）
- 地球同時多発情報SHOW 革命×テレビ（TBSテレビ、2010年5月30日 - ）- 革命特派員として出演
- サタミンエイト（テレビ神奈川、2016年4月 - 2017年3月） ※途中から不定期出演
- ブラマヨ弾話室〜ニッポン、どうかしてるぜ!〜（BSフジ、2018年7月8日、10月14日、10月21日、12月9日、12月26日ほか）- 心配ズとして出演
- ただいま旅行中（TOKYO MX、2017年8月4日）- 村上ショージの回に出演
- ミギカタアガリ旅行社（テレビ東京、2018年4月7日- ）シンガポール編に出演

### 映画
- 漫才ギャング（2011年3月19日公開）-刑事役
- 無頼（2020年12月12日公開）-司会役

### ラジオ
- 〜IDOL SHOWCASE〜 i-BAN!!（2011年10月2日-2014年9月28日、NACK5）
- NISSAN あ、安部礼司〜BEYOND THE AVERAGE（2018年 - 、TOKYO FM・JFN系列 ）- 石波進 役
- かめばかむほど亀井希生です!（2020年12月19日、MBSラジオ）-ゲスト出演
- ナリふり!!!（2021年1月10日、1月24日、KBS京都）-ゲスト出演

### 声優
- スパイキッズ：とくべつミッション（Netflix）-ゼド役

### 舞台

#### お芝居
- 田村亮一座「大きなグミの木の下で」[13]（2012年9月20日-9月23日、俳優座劇場）
- 田村亮一座〜名刺公演〜「シェアハウスとYシャツと私」[14]（2013年5月23日-5月24日、神保町花月）
- 僕の劇団 第1回公演【僕の劇団×SUPPEREYE】「下描きの世界」[15]（2013年9月24日-9月27日、タイニィ・アリス）
- 田村亮一座本公演「シンドロームで逢いましょう」[16]（2013年11月8日-11月10日、恵比寿エコー劇場）
- 田村亮一座実験公演「ぶちかまし太郎、走って逃げる。」[17]（2014年5月22日-5月24日、神保町花月）
- 田村亮一座熱血公演「星の王子、商店街に行く！」（2014年12月5日-12月6日、神保町花月）
- 田村亮一座×東京サムライガンズ FIRST-CONTACT「TENSAI」（2015年6月4日-6月6日、神保町花月）
- 「7 Seconds〜決断まであと7秒〜」[18]（2015年9月6日-9月7日、天王洲銀河劇場）
- 「『ねじこみ』～消える命が入る音～」（2015年9月22日-9月26日、神保町花月）
- 田村亮一座×木下半太主宰劇団【渋谷ニコルソンズ】「極楽プリズン」（2015年11月6日-11月8日、恵比寿エコー劇場）
- 野沢直子×鈴木おさむ舞台「いつか逢えたら〜娘の夢を母が斬る!?〜」（2016年1月14日-1月17日、シアターサンモール）
- 僕の劇団 第4回公演「美園オンリーノウズ」（2016年4月19日-4月23日、サンモールスタジオ）
- 「さがり」[19]（2016年11月28日-12月4日、神保町花月）
- 「おねだり」[20]（2017年9月26日-10月1日、東京・シアターサンモール、10月5-6日に大阪・HEP HALL）
- 「宇宙でクロール・令」[21]（2019年10月3日-10月6日、神保町花月）

#### お笑い
- ユニットコント全国ライブツアー「CONTS」横浜公演（2015年10月3日、横浜市教育会館）
- ユニットコント全国ライブツアー「CONTS」東京公演（2015年12月24日、よみうり大手町ホール）
- コント「現場に行かない刑事たち〜The best Christmas present of the year〜」[22]（2019年12月20日、ルミネtheよしもと）
- 間寛平 芸能生活50周年+1 記念ツアー「プレイボール！みんなはじまるでぇ〜」熊本プレ公演（2021年5月30日、市民会館シアーズホーム夢ホール（熊本市民会館））
- 間寛平 芸能生活50周年+1 記念ツアー「いくつになってもあまえんぼう」東京公演（2021年6月6日、有楽町よみうりホール）
- 間寛平 芸能生活50周年+1 記念ツアー「いくつになってもあまえんぼう」宮城公演（2021年6月27日、仙台サンプラザホール）
- 間寛平 芸能生活50周年+1 記念ツアー「いくつになってもあまえんぼう」福岡公演（2021年7月18日、福岡サンパレス ホテル&ホール）
- 間寛平 芸能生活50周年+1 記念ツアー「いくつになってもあまえんぼう」愛媛公演（2021年7月25日、今治市公会堂）
- 間寛平 芸能生活50周年+1 記念ツアー「いくつになってもあまえんぼう」愛知公演（2021年8月7日、御園座）
- 間寛平 芸能生活50周年+1 記念ツアー「いくつになってもあまえんぼう」富山公演（2021年9月18日、富山県民会館ホール）
- 間寛平 芸能生活50周年+1 記念ツアー「いくつになってもあまえんぼう」山口公演（2021年9月26日、宇部市渡辺翁記念会館）
- 千葉ちゃんと新喜劇～ゲームコーナーもやるよ～（2023年10月29日、YES THEATER (吉本新喜劇セカンドシアター））
- 千葉公平なんばグランド花月初公演 千葉ちゃんと新喜劇ver.弍（2024年5月26日、なんばグランド花月）